# John Difool
John Difool er en antihelt, fra Moebius farverige tegneserieunivers. John Difool/Inkalen er skrevet af Alejandro Jodorowsky og illustreret af Jean Giraud. John Difool, som der ellers kun tænker på sig selv, skal pludselig redde hele verden (eller resterne af den), med hjælp fra Inkalen.